# NGC 1328
NGC 1328 is een lensvormig sterrenstelsel in het sterrenbeeld Eridanus. Het hemelobject werd in 1886 ontdekt door de Amerikaanse astronoom Frank Leavenworth.

## Synoniemen
- PGC 12805
- NPM1G -04.0149